# Craniophora picata
Craniophora picata är en fjärilsart som beskrevs av Alfred Ernest Wileman 1914. Craniophora picata ingår i släktet Craniophora och familjen nattflyn. Inga underarter finns listade i Catalogue of Life.